# エグザイル/絆
『エグザイル/絆』（ - きずな、原題：放・逐、英題：Exiled）は、2006年の香港映画。ジョニー・トー監督が自身の作品である『ザ・ミッション 非情の掟』の主要キャストを集めて撮影が行われた。
第63回ヴェネツィア国際映画祭コンペティション部門において初上映、その後トロント国際映画祭、香港国際映画祭、バンコク国際映画祭、全州国際映画祭、シアトル国際映画祭など各地の映画祭を巡っている。
すでにハリウッド・リメイクの計画が進められている。

## ストーリー
1999年、中国返還前のマカオ。フェイの暗殺に失敗したウーは妻のジン、生まれたばかりの子供と静かに暮らしていた。ある日、彼の家に4人の男が現れる。ウーの命を狙うブレイズとファット、守ろうとするタイとキャット。ウーの帰宅と共に銃撃戦が始まるが、子供が泣いたために銃を下す。
かつて仲間だった5人は1つの食卓を囲んだ。ウーは最後の願いとして妻子に財産を残すことを望む。斡旋屋の紹介によりキョンの殺害を試みる5人だったが、そこにフェイが現れたために思わぬ方向へ進んでいく。

## キャスト
| 役名                            | 俳優               | 日本語吹替 |
| ------------------------------- | ------------------ | ---------- |
| ブレイズ（火）                  | アンソニー・ウォン | 阪口周平   |
| タイ（泰）                      | フランシス・ン     | 宮内敦士   |
| ウー（阿和）                    | ニック・チョン     | 松田健一郎 |
| ファット（肥佬）                | ラム・シュー       | 田坂浩樹   |
| キャット（貓）                  | ロイ・チョン       | 高橋研二   |
| ジン（阿靜/ウーの妻）           | ジョシー・ホー     |            |
| チェン（陳督察）                | リッチー・レン     |            |
| フェイ（大飛/マフィアのボス）   | サイモン・ヤム     | 藤真秀     |
| キョン（蛋捲強/マフィアのボス） | ラム・カートン     |            |

## 受賞
- 2007年香港金紫荊奨 - 最優秀作品賞、最優秀監督賞
- 2006年金馬奨 - アクション部門特別賞
- 2006年シッチェス・カタロニア国際映画祭 - 最優秀監督
- 映画館大賞「映画館スタッフが選ぶ、2008年に最もスクリーンで輝いた映画」第34位